# Cukrownia Klecina
Cukrownia Klecina – dawna cukrownia, znajdująca się przy ul. Supińskiego 3D we Wrocławiu, na osiedlu Klecina.

## Historia
Cukrownia powstała w 1834 r. Została założona przez braci kupców G i A. Liebichów i M. Mikkela. W 1862 r. przeszła w ręce właścicieli Gebrueder Schoeller. W 1945 roku cukrownia została zniszczona w wyniku działań wojennych. W 1989 roku cukrownia zanotowała rekord produkcji cukru. Z powodu problemów finansowych właściciela, cukrownia została zlikwidowana w 1994 roku. Podczas Powodzi tysiąclecia w 1997 roku cukrownia używana była jako magazyn dla pomocy humanitarnej. W 1998 roku, krakowska firma deweloperska Code kupiła teren cukrowni, na którym miały powstać m.in. biurowce i aquapark. W 1999 roku magazyny cukrowni zostały wyburzone. Pozostały 2 budynki obok bramy wjazdowej i dawna portiernia. Od 2014 roku właścicielem cukrowni jest Grupa PZU.